# Relaciones España-Sierra Leona
Las relaciones España-Sierra Leona son las relaciones bilaterales entre estos dos países. Sierra Leona no tiene una embajada en Madrid pero su alta comisión en Londres, Reino Unido está acreditada ante España y mantiene tres consulados honorarios en Barcelona, Madrid y en Las Palmas de Gran Canaria. España tampoco tiene una embajada en Sierra Leona pero su embajada en Abiyán, Costa de Marfil está acreditada ante Sierra Leona y mantiene un consulado honorario en Freetown.

## Relaciones diplomáticas
La Embajada de España en Abiyán está acreditada ante las autoridades de Freetown. Por su parte, Sierra Leona cubre España desde su Alta Comisión en Londres.

## Cooperación
Sierra Leona no ha sido tradicionalmente país de cooperación para España, ni figura en el Plan Director 2013-2016 que sin embargo considera la región de África Occidental como prioritaria, por lo que se reforzarán los mecanismos que permitan a los países sacar el máximo partido de los fondos multilaterales asignados a la región. Por lo tanto, las principales líneas de actuación de la cooperación española en Sierra Leona se enmarcan en el ámbito multilateral, en general, y en el ámbito de la CEDEAO, en particular.